# Ко се боји Вирџиније Вулф? (филм)
Ко се боји Вирџиније Вулф? је амерички филм који је зансован на истоименој представи Едварда Олбија. Филм је режирао Мајк Николс, док главне улоге играју: Елизабет Тејлор и Ричард Бартон.

## Радња
Ричард Бартон и Елизабет Тејлор играју Џорџа и Марту, од чијег су непрестаног вербалног и менталног мачевања састоји највећи део филма. Џорџ је професор историје на локалном колеџу, а Марта је ћерка декана. Они позивају младог професора биологије Ника (Џорџ Сегал) и његову жену Хани (Сенди Денис) на вечеру која протиче у менталним играма: прво "понизити домаћина", а онда још суровије "средити госте". у овом неуједначеном сукобу, млади пар нагребуси јер они мање часни аспекти њиховог брака испливају на површину, а самопоуздање младића буде снажно уздрмано. 
Ко ће кога више повредити био је њихов циљ како заједнички, тако и појединачни. Како драма пролази, тако су приказане њихове слабости, и то постаје један општи рат између њих двоје ограничен суровим понижавањима, упоређивањима, све до потпуног психичког краха.
Изношењем сопствене интиме пред комшије, приказано је  незадовољство брачног пара, које се таложило дуго, а које је показано најпре као наивно, све до чињенице да је тако јер не могу да имају деце.
Та немогућност чини их празнима, и како вече одмиче, брачни пар се претвара у непријатеље на супротним странама. Оно што је интереснтно јесте да након сазнања о детаљима из брака својих суседа, Марта и Џорџ то узимају за средство како би испровоцирали млади брачни пар.
Почетак драме показује преливање једног у други бесмислени дијалог разним непотребним питањима и размишљањима, као и погрешно разумевање између њих двоје.
Ова драма, написана у три чина, показује распад једног живота до краја дана. Први део јесте смешкање и претварање уз алкохол пред комшијама, у другом се дешава откривање међусобног рата између Марте и Џорџа, и стварање једне велике илузије њиховог односа кроз лажи о себи и њиховом нерођеном детету.Трећи део драме јесте расплет, односно откривање праве истине. Откривање чињенице да је Марта алкохоличарка, а њен муж Џорџ пун комплекса због њеног оца, наводило је вече ка фрустрацији.
Оно што је интересантно јесте начин на који се одгонета њихов стварни живот. То се дешава у тренутку када Џорџ прекида заједничку лаж коју причају цело вече, тако што каже да им је дете умрло. Тренутак убијања имагинарног детета доводи Марту до психичког краха, док у том тенутку мрзи свог мужа који је између илузије и стварнпсти пресудио у корист стварности.
Последња сцена, као моменат освешћивања, поновног враћања у живот онакав какав он заправо и јесте, тешко поднет од стране Марте која ипак плашећи се, проналази смисао у Џорџовом загрљају.

## Улоге
| Глумац          | Улога |
| --------------- | ----- |
| Елизабет Тејлор | Марта |
| Ричард Бартон   | Џорџ  |
| Џорџ Сегал      | Ник   |
| Санди Денис     | Хани  |

## Награде и номинације
- Оскар за најбољег главног глумца (Ричард Бартон) не
- Оскар за најбољи филм (Chenault, Warner Bros. - (Ернест Леман) не
- (Ричард Сајлберт, Џорџ Џејмс Хопкинс) да
- Оскар за најбољи сниматељски рад (Хаскел Векслер) да
- Оскар за најбољи адаптирани сценарио (Ернест Леман) не
- Оскар за најбољу режију Мајк Николс не
- Оскар за најбољу монтажу (Сем О`Стин) не
- Оскар за најбољу оригиналну музику (Алекс Норт) не
- Оскар за најбољи звук (Џорџ Гроувс) не
- Оскар за најбољу главну глумицу (Елизабет Тејлор) да
- Оскар за најбољу споредну глумицу (Санди Денис) да
- Оскар за најбољу костимографију (Ајрин Шараф) да
- Оскар за најбољег споредног глумца (Џорџ Сегал) не
- БАФТА за најбољи филм из било ког извора (Мајк Николс) да
- БАФТА за најбољег британског глумца (Ричард Бартон) да
- БАФТА за најбољу британску глумицу (Елизабет Тејлор) да
- Награда Удружења њујоршких филмских критичара за најбољу глумицу (Елизабет Тејлор) да
- Златни глобус за најбољи играни филм (драма) не
- Златни глобус за најбољу режију (Мајк Николс) не
- Златни глобус за најбољег главног глумца у играном филму (драма) (Ричард Бартон) не
- Златни глобус за најбољу главну глумицу у играном филму (драма) (Елизабет Тејлор) не
- Златни глобус за најбољи сценарио (Ернест Леман) не
- Златни глобус за најбољег споредног глумца у играном филму (Џорџ Сегал) не
- Златни глобус за најбољу споредну глумицу у играном филму (Санди Денис) не

Напомена: Редови означени са да представљају освојене награде док они ознчени са не представљају номинацијуе.